# Romelândia
Romelândia est une ville brésilienne située dans la mésorégion Ouest de Santa Catarina, dans l'État de Santa Catarina.

## Géographie
Romelândia se situe en 26° 40′ 34″ S, 53° 18′ 52″ O, à une altitude de 425 mètres.
Sa population était de 5 551 habitants au recensement de 2010. La municipalité s'étend sur 224 km2.
Elle fait partie de la microrégion de São Miguel do Oeste, dans la mésorégion Ouest de Santa Catarina.

## Villes voisines
Romelândia est voisine des municipalités (municípios) suivantes :
- Anchieta
- Barra Bonita
- Campo Erê
- Flor do Sertão
- Santa Terezinha do Progresso
- São Miguel da Boa Vista
- São Miguel do Oeste